# Ploščič
Ploščič (znanstveno ime Abramis brama) je sladkovodna riba iz družine krapovcev.

## Opis
Ploščič ima visoko, bočno močno stisnjeno telo, pokrito z velikimi, mehkimi luskami, urejenimi v pravilnih vrstah in končnimi usti na majhni glavi. Tudi oči ima relativno majhne. Hrbet ima temnejših odtenkov olivno zelene barve, boke zlato-srebrne, trebuh pa bele barve, ki na spodnjem delu glave prehaja v rdečkasto. 
Hrbtna plavut je visoka in ozka, predrepna, ki se začne na spodnji strani telesa za hrbtno pa je precej dolga. Vse plavuti so sive do modr-črne barve. Spolno dozori v tretjem ali četrtem letu starosti, drstijo pa se maja in junija med travo na robu rek, vedno v nočnem času. Samica odloži med 90.000 in 600.000 iker. Ploščič živi in se hrani v jatah na dnu počasi tekočih rek ali v jezerih z muljnatim dnom, v katerem se tudi hrani s tam živečimi organizmi, nevretenčarji in vodnim rastlinjem.

## Razširjenost
Ploščič je značilna riba počasi tekočih rek, jezer in ribnikov. V rekah se po njem tudi imenuje značilni del vodotokov, kjer voda umiri svoj tok in kjer se na dno začne usedati mulj (pas ploščiča). Ploščič je ena pogostejših ribjih vrst v Evropi. Njegov življenjski prostor se razteza od Pirenejev preko Irske in Anglije na zahodu do zahodnih pritokov Kaspijskega jezera, pritokov Črnega in Azovskega morja na vzhodu. Na severu seže vse do Švedske. Poseljuje tudi vse vodotoke donavskega porečja, kjer ga najdemo skoraj povsod v mrenskem, ploščičevem in izlivnem pasu ter stoječih vodah.

## Ogroženost
Ploščič zaenkrat ne spada med ogrožene ribe, edina stvar, ki bi ga lahko ogrozila, pa je regulacija vodotokov, ki bi uničila njegov drstilni prostor. Ponekod v Evropi je bil pred naselitvijo krapa ena najpomembnejših rib za prehrano ljudi. Še danes je ponekod gospodarsko zanimiva riba.